# Bissegem
Bissegem – dzielnica (deelgemeente) miasta Kortrijk w Belgii, w Regionie Flamandzkim, w prowincji Flandria Zachodnia, w okręgu Kortrijk. 1 stycznia 2020 roku liczyła 5276 mieszkańców. Do 31 grudnia 1976 samodzielna gmina. 

## Demografia
Liczba mieszkańców, stan na 1 stycznia:
| Rok                | 1930 | 1947 | 1961 | 2020 |
| ------------------ | ---- | ---- | ---- | ---- |
| Liczba mieszkańców | 3176 | 4128 | 4855 | 5276 |